# Vlnatka (hmyz)
Vlnatka je taxonomická skupina hmyzu. Bývají takto označovány tyto skupiny zahrnující druhy patřící do čeledi mšicovitých a řádu polokřídlí Hemiptera:
- rod vlnatka (Eriosoma)
- rod vlnatka (Tetraneura)
- podrod vlnatka (Schizoneura)

Ale bývá takto označována také vlnatka (Arcyria), hlenka z řádu vlasatkotvaré (Trichiales)
Jednotlivé druhy hmyzu zařazované do podrodu vlnatka jsou rostlinnými patogeny, sají na pěstovaných rostlinách. Některé tyto druhy jsou známými škůdci i v ČR.
Vlnatky jsou obvykle velké jen několik milimetrů. Na rozdíl od např. štítěnky nebo puklice nemají pevné štítky, které by je chránily, jejich tělo je pokryto voskovými výpotky. Ale mají voskové žlázy, které jim umožňují vytvářet (obvykle) bílé vláknité výpotky, které je chrání. Tak vzniká typický bělavý pokryv "vlny" na větvičkách jehličnanů, listnáčů i bylin. Ústní ústrojí vlnatek je bodavě sací.
Zajímavostí je, že vlnatka produkuje medovici, která láka mravence. Tito mravenci následně vlnatku ochraňují, protože pro ně produkuje potravu. Tímto se stávají nebezpeční z důvodu tvorby symbiózy.

## Zástupci

### Druhy
- vlnatka krvavá (Eriosoma lanigerum)
- vlnatka jilmová (Eriosoma lanuginosum)
- vlnatka hladká (Tetraneura ulmi)
- vlnatka hrušňová (Schizoneura lanuginosa)[2]

a další